# Litoria peronii
Litoria peronii (Peron's tree frog, emerald spotted tree frog, laughing tree frog o maniacal cackle frog) es una especie de anfibio anuro del género Litoria, de la familia Hylidae.

## Distribución geográfica
Es originaria de Australia, donde es común.